# Lista över Lutfi Kolgjinis större segrar
Lista över Lutfi Kolgjinis större segrar som travkusk och/eller travtränare.

## Grupp 1-lopp
| År   | Lopp                                       | Häst             | Kusk/Ryttare        |
| ---- | ------------------------------------------ | ---------------- | ------------------- |
| 1997 | Gran Premio Allevatori                     | Viking Kronos    | Lutfi Kolgjini      |
| 1998 | Gran Premio Nazionale                      | Viking Kronos    | Lutfi Kolgjini      |
| 1998 | Stochampionatet                            | Simb Capi        | Lutfi Kolgjini      |
| 1998 | Svensk Uppfödningslöpning                  | Revenue          | Lutfi Kolgjini      |
| 1998 | E3-final (korta), hingstar/valacker        | Viking Kronos    | Lutfi Kolgjini      |
| 1999 | Svensk Uppfödningslöpning                  | Noir Qualite     | Heiner Christiansen |
| 2000 | Svensk Uppfödningslöpning                  | Omega Topline    | Lutfi Kolgjini      |
| 2001 | Svensk Uppfödningslöpning                  | Hövding Lavec    | Lutfi Kolgjini      |
| 2002 | Gala Internazionale del Trotto             | Revenue          | Lutfi Kolgjini      |
| 2003 | Gala Internazionale del Trotto             | Revenue          | Lutfi Kolgjini      |
| 2003 | Elite-Rennen                               | Revenue          | Lutfi Kolgjini      |
| 2003 | Forus Open                                 | Tout Ou Rien     | Johnny Takter       |
| 2003 | Hugo Åbergs Memorial                       | Revenue          | Lutfi Kolgjini      |
| 2003 | E3-final (långa), hingstar och valacker    | Face of Speed    | Örjan Kihlström     |
| 2004 | E3-final (långa), ston                     | Needles'n Pins   | Lutfi Kolgjini      |
| 2004 | E3-final (korta), ston                     | Needles'n Pins   | Lutfi Kolgjini      |
| 2004 | Elite-Rennen                               | Revenue          | Lutfi Kolgjini      |
| 2004 | Grand Prix de Wallonie                     | Jess Luxor       | Lutfi Kolgjini      |
| 2005 | Europeiskt treåringschampionat             | Olimède          | Lutfi Kolgjini      |
| 2006 | E3-final (långa), hingstar/valacker        | Going Kronos     | Lutfi Kolgjini      |
| 2006 | E3-final (korta), hingstar/valacker        | Glen Kronos      | Lutfi Kolgjini      |
| 2007 | Svensk Uppfödningslöpning                  | Micro Mesh       | Lutfi Kolgjini      |
| 2008 | E3-final (korta), ston                     | Lily Kronos      | Lutfi Kolgjini      |
| 2009 | Sprintermästaren                           | Lavec Kronos     | Lutfi Kolgjini      |
| 2009 | Svensk Uppfödningslöpning                  | Raja Mirchi      | Lutfi Kolgjini      |
| 2010 | Konung Gustaf V:s Pokal                    | Sebastian K.     | Erik Adielsson      |
| 2010 | Ulf Thoresens Minneslopp                   | Raja Mirchi      | Lutfi Kolgjini      |
| 2010 | Hugo Åbergs Memorial                       | Lavec Kronos     | Lutfi Kolgjini      |
| 2010 | Svenskt Travderby                          | Joke Face        | Erik Adielsson      |
| 2010 | Svenskt Travkriterium                      | Raja Mirchi      | Lutfi Kolgjini      |
| 2011 | Prix d'Etain Royal                         | Red Hot Dynamite | Daniel Olsson       |
| 2011 | Hugo Åbergs Memorial                       | Lavec Kronos     | Erik Adielsson      |
| 2011 | Sundsvall Open Trot                        | Joke Face        | Erik Adielsson      |
| 2011 | Gran Premio Gaetano Turilli                | Joke Face        | Lutfi Kolgjini      |
| 2012 | Breeders' Crown, 3-åriga hingstar/valacker | Barracuda River  | Björn Goop          |
| 2013 | Konung Gustaf V:s Pokal                    | El Mago Pellini  | Lutfi Kolgjini      |
| 2013 | Svenskt Travderby                          | Mosaique Face    | Lutfi Kolgjini      |
| 2013 | Grand Prix l’UET                           | Mosaique Face    | Lutfi Kolgjini      |
| 2013 | Svensk Uppfödningslöpning                  | Onceforall Face  | Lutfi Kolgjini      |
| 2015 | Prix d'Etain Royal                         | Quick Fix        | Tuomas Korvenoja    |
| 2015 | E3-final (korta), ston                     | Princess Face    | Adrian Kolgjini     |
| 2015 | Norrbottens Stora Pris                     | El Mago Pellini  | Adrian Kolgjini     |
| 2015 | UET Trotting Masters                       | Mosaique Face    | Lutfi Kolgjini      |
| 2016 | Prix d'Etain Royal                         | El Mago Pellini  | Adrian Kolgjini     |
| 2016 | Hugo Åbergs Memorial                       | Mosaique Face    | Adrian Kolgjini     |
| 2016 | Drottning Silvias Pokal                    | Princess Face    | Björn Goop          |
| 2016 | Breeders' Crown, 4-åriga hingstar/valacker | Target Kronos    | Adrian Kolgjini     |

## Grupp 2-lopp
| År   | Lopp                                   | Häst             | Kusk/Ryttare      |
| ---- | -------------------------------------- | ---------------- | ----------------- |
| 1993 | Malmö Stads Pris                       | Hausse           | Lutfi Kolgjini    |
| 2000 | Eskilstuna Fyraåringstest              | Egon Lavec       | Roger Malmqvist   |
| 2002 | C.L. Müllers Memorial                  | Tout Ou Rien     | Lutfi Kolgjini    |
| 2003 | Gulddivisionens final, maj             | Egon Lavec       | Lutfi Kolgjini    |
| 2003 | Treåringseliten                        | Lill Adolf       | Johnny Takter     |
| 2003 | Grand Prix Departement Alpes-Maritimes | Revenue          | Lutfi Kolgjini    |
| 2003 | Svenskt Mästerskap                     | Tout Ou Rien     | Lutfi Kolgjini    |
| 2004 | Gulddivisionens final, maj             | Revenue          | Lutfi Kolgjini    |
| 2004 | Harper Hanovers Lopp                   | Jess Luxor       | Lutfi Kolgjni     |
| 2004 | Premio Going Kronos                    | Needles'n Pins   | Lutfi Kolgjini    |
| 2004 | Gulddivisionens final, dec             | Tout Ou Rien     | Lutfi Kolgjini    |
| 2005 | Habibs Minneslopp                      | Triton Sund      | Lutfi Kolgjini    |
| 2005 | Treåringseliten                        | Olimède          | Lutfi Kolgjini    |
| 2005 | Premio Going Kronos                    | Sommelier        | Lutfi Kolgjini    |
| 2006 | Treåringseliten                        | Prince de Charme | Lutfi Kolgjini    |
| 2006 | Energima Cup                           | Vamos            | Lutfi Kolgjini    |
| 2006 | Premio Going Kronos                    | Going Kronos     | Lutfi Kolgjini    |
| 2007 | Prix Reynolds                          | Olimède          | Nathalie Henry    |
| 2008 | Premio Going Kronos                    | Lou Kronos       | Lutfi Kolgjini    |
| 2009 | Habibs Minneslopp                      | Lily Kronos      | Lutfi Kolgjini    |
| 2009 | Örebro Intn'l                          | Imola November   | Lutfi Kolgjini    |
| 2009 | Jämtlands Stora Pris                   | Glen Kronos      | Johnny Takter     |
| 2010 | Gulddivisionens final, maj             | Lavec Kronos     | Lutfi Kolgjini    |
| 2010 | Energima Cup                           | Garland Kronos   | Lutfi Kolgjini    |
| 2010 | Eskilstuna Fyraåringstest              | Juggle Face      | Daniel Olsson     |
| 2010 | Årjängs Stora Sprinterlopp             | Lavec Kronos     | Erik Adielsson    |
| 2010 | Premio Going Kronos                    | Raja Mirchi      | Lutfi Kolgjini    |
| 2010 | Solvalla Grand Prix                    | Juggle Face      | Hans-Owe Sundberg |
| 2011 | Örebro Intn'l                          | Juggle Face      | Lutfi Kolgjini    |
| 2011 | Stosprintern                           | Knowledge Face   | Lutfi Kolgjini    |
| 2011 | Europamatchen                          | Joke Face        | Lutfi Kolgjini    |
| 2011 | Premio Going Kronos                    | Orion Kronos     | Lutfi Kolgjini    |
| 2011 | Malmö Stads Pris                       | Nash As          | Lutfi Kolgjini    |
| 2011 | Gulddivisionens final, okt             | Joke Face        | Lutfi Kolgjini    |
| 2011 | Gran Premio Royal Mares del Trotto     | Skully Gully     | Andrea Guzzinati  |
| 2012 | Stosprintern                           | Oyster Kronos    | Lutfi Kolgjini    |
| 2012 | Eskilstuna Fyraåringstest              | Opitergium       | Lutfi Kolgjini    |
| 2012 | Europamatchen                          | Raja Mirchi      | Lutfi Kolgjini    |
| 2012 | Svenskt Mästerskap                     | Raja Mirchi      | Lutfi Kolgjini    |
| 2013 | Prix Ténor de Baune                    | Raja Mirchi      | Lutfi Kolgjini    |
| 2014 | Habibs Minneslopp                      | Dante Boko       | Lutfi Kolgjini    |
| 2014 | Sweden Cup                             | Mosaique Face    | Lutfi Kolgjini    |
| 2014 | Jämtlands Stora Pris                   | Mosaique Face    | Adrian Kolgjini   |
| 2014 | Eskilstuna Fyraåringstest              | Archangel Am     | Lutfi Kolgjini    |
| 2015 | H.K.H.Prins Daniels Lopp               | Mosaique Face    | Lutfi Kolgjini    |
| 2015 | Axel Jensens Minneslopp                | Buzz Mearas      | Adrian Kolgjini   |
| 2016 | Klosterskogen Grand Prix               | Quick Fix        | Adrian Kolgjini   |
| 2016 | Sweden Cup                             | Dante Boko       | Adrian Kolgjini   |
| 2016 | Lyon Grand Prix                        | Dante Boko       | Lutfi Kolgjini    |
| 2017 | Årjängs Stora Sprinterlopp             | Dante Boko       | Adrian Kolgjini   |
| 2017 | C.L. Müllers Memorial                  | Dante Boko       | Adrian Kolgjini   |
| 2018 | Harper Hanovers Lopp                   | Platon Face      | Lutfi Kolgjini    |

### Övriga
| År   | Lopp                                    | Häst             | Kusk/Ryttare        |
| ---- | --------------------------------------- | ---------------- | ------------------- |
| 1991 | Silverdivisionens final, sept           | No Parking       | Staffan Nilsson     |
| 1992 | Klass II-final, april                   | Mousetrap        | Lutfi Kolgjini      |
| 2001 | Prins Carl Philips Jubileumspokal       | Egon Lavec       | Lutfi Kolgjini      |
| 2002 | Prix de Brest                           | Egon Lavec       | Giampaolo Minucci   |
| 2002 | Prix du Luxembourg                      | Egon Lavec       | Lutfi Kolgjini      |
| 2002 | Klass I-final, maj                      | Tout Ou Rien     | Lutfi Kolgjini      |
| 2004 | Nat Ray Trot                            | Revenue          | Lutfi Kolgjini      |
| 2004 | Allerage Farms Open Trot                | Revenue          | John Campbell       |
| 2005 | K.G. Bertmarks Minne                    | Ladon du Goutier | Tommy Holmgren      |
| 2005 | Bronsdivisionens final, dec             | Vamos            | Jörgen Sjunnesson   |
| 2006 | Silverdivisionens final, juni           | Mack November    | Lutfi Kolgjini      |
| 2007 | Prix de l'ile d'Oleron                  | Olimede          | Maxime Bezier       |
| 2007 | Steinlagers Äreslöp                     | Vamos            | Lutfi Kolgjini      |
| 2008 | Steinlagers Äreslöp                     | Garland Kronos   | Lutfi Kolgjini      |
| 2008 | Prins Carl Philips Jubileumspokal       | Gift Kronos      | Lutfi Kolgjini      |
| 2008 | Silverdivisionens final, maj            | Turnaround       | Lutfi Kolgjini      |
| 2008 | Silverdivisionens final, juni           | Turnaround       | Lutfi Kolgjini      |
| 2008 | Big Noon-pokalen                        | Lily Kronos      | Lutfi Kolgjini      |
| 2009 | Silverdivisionens final, jan            | Excallibur       | Lutfi Kolgjini      |
| 2009 | Steinlagers Äreslöp                     | Turnaround       | Lutfi Kolgjini      |
| 2010 | Prins Carl Philips Jubileumspokal       | Micro Mesh       | Lutfi Kolgjini      |
| 2010 | Klass I-final, april                    | Sebastian K.     | Lutfi Kolgjini      |
| 2012 | Klass II-final, feb                     | Unison           | Daniel Olsson       |
| 2012 | The Owners Trophy                       | Orione Spin      | Lutfi Kolgjini      |
| 2012 | Prix de Chateaudun                      | Juggle Face      | Pierre Vercruysse   |
| 2013 | Klass I-final, juni                     | Sahara Fairytale | Lutfi Kolgjini      |
| 2014 | Bronsdivisionens final, mars            | Sahara Fairytale | Lutfi Kolgjini      |
| 2014 | Silverdivisionens final, maj            | Olympic Kronos   | Lutfi Kolgjini      |
| 2014 | Prix de Chenonceaux                     | El Mago Pellini  | Dominiek Locqueneux |
| 2015 | Klass I-final, feb                      | Quick Fix        | Adrian Kolgjini     |
| 2015 | Prins Carl Philips Jubileumspokal       | Dream With Me    | Lutfi Kolgjini      |
| 2015 | Klass I-final, nov                      | Orakel Face      | Adrian Kolgjini     |
| 2015 | Prix de Chenonceaux                     | Dante Boko       | Dominiek Locqueneux |
| 2015 | Prix de Montier en Der                  | Dante Boko       | Dominiek Locqueneux |
| 2015 | Prix de Chateaudun                      | Quick Fix        | Dominiek Locqueneux |
| 2016 | Prix de Montier en Der                  | Archangel Am     | Pierre Vercruysse   |
| 2016 | Grand Prix Federation Regionale du Nord | Dante Boko       | Adrian Kolgjini     |
| 2017 | Steinlagers Äreslöp                     | Mosaique Face    | Adrian Kolgjini     |
| 2017 | Anders Jahres Pokallopp                 | Djali Boko       | Adrian Kolgjini     |